# 시진 (수호전)
시진(중국어 정체자: 柴進 차이진[*])은 중국의 사대기서 중 하나인 《수호전》의 등장 인물로 108성 중 10위이자 천강성(天罡星)의 천귀성(天貴星)에 해당한다. 별호는 소선풍(小旋風)이다.
태어날 때부터 고귀한 얼굴을 갖추고 보는 이를 압도하는 위엄을 지닌, 호걸. 북송의 전대 왕조인 후주 황제 세종(시영)의 아들인 시세조의 후예라는 설정으로 송나라에 나라를 선양한 이유로 후손인 시진의 창주 횡해군 광활한 저택은 황제로부터 '단서철권(보증)'을 부여받았으며 일종의 치외법권을 인정받아 다양한 식객들이 양성되고 있었다. 그래서 동계촌의 조개, 운성현의 송강과 견줄 만한 인격자로 협객들에게 칭송받았다. 특히 양산박 인물 중에서는 임충, 무송, 송강, 이규, 석용 등이 시진의 저택에 한때 신세를 졌다.
수호전의 원안인 《대송선화유사》에서는 흑선풍 이규 다음 서열로 이규의 동생으로 설정되어 있던 인물이었다. 수호전에서는 설정이 후주 왕조의 후손이 되면서 별호의 유래는 불분명해졌다.

## 생애
창주 횡해군에 대저택을 갖고 있던 시진은 이곳으로 유배되어 보내온 임충을 대접한다. 이 저택에 식객으로 머물던 홍교두가 임충에게 봉술 승부를 걸었고, 아주 쉽게 승리한 임충에게 갈채하며 이후 임충과 친분을 쌓는다. 임충이 고구의 자객을 죽이고, 수배자가 되었을 때도 저택 안에 숨겼다. 또한 엄청난 힘을 자랑하는 무송이나 실수로 살인을 저지른 송강이 시진을 의지해 왔다. 송강과 무송은 오해에서 시비가 붙지만 시진의 중개로 의기투합해 의형제를 맺는다. 이후 양산박에 들어간 송강은 동향 사람인 주동을 양산박에 들어오게 하기 위해 이규에게 시켜 주동이 모시는 창주 지부의 아들을 죽인다. 격분한 주동은 이규에게 깊은 원한을 품었기 때문에 화가 풀릴 때까지 이규는 시진의 저택에 맡겨지게 되었다.
얼마 지나지 않아 고당주에 사는 시진의 숙부 시황성이 고당주 지부인 고렴의 처남 은천석에게 협박을 받아 정원을 빼앗긴 끝에 살해당했다. 더욱이 시진이 숙부의 장례를 치르던 중에도 은천석은 저택을 빨리 내놓으라고 재촉하자 시진을 따르던 이규가 그 행위에 분노하여 은천석을 살해하고, 시진은 일이 위험해지는 것을 피하기 위해 이규를 양산박으로 돌려보낸 뒤 관공서에 신고하여 변명을 시도하지만 친족을 살해당한 고렴은 귀를 기울이지 않고 시진을 붙잡아 고문하고 은천석을 죽인 누명을 씌워 사형수용 감옥에 보냈다. 이규로부터 전말을 들은 양산박 사람들은 시진을 구출을 위해 송강을 총대장으로 삼아 고당주로 쳐들어갔다. 요술을 부리는 고렴 앞에서 고전하지만 공손승을 불러들여 이를 깨고 고당주를 함락시킨 후 시진 구출에 성공한다. 시진은 그대로 양산박에 들어갔다.
조개 사후 송강이 양산박의 수령이 된 이후에 시진은 후군의 수비를 맡았다. 북경대명부의 부호인 노준의를 패거리로 끌어들이려다 실패하고 노준의가 사로잡히자 대종과 함께 북경대명부로 가 감옥 관리인 채복에게 황금을 건네고 노준의를 위한 탄원을 하였다. 이후 양산박군이 북경대명부를 함락했을 때 시진은 채복의 안내로 잡혀 있던 노준의, 석수 등을 풀어주었다. 108명이 양산박에 모인 뒤에는 제10위로 금전·양식을 관리하는 두령이 되어 이응과 함께 양산박의 회계를 맡았다. 송강이 수도인 동경개봉부로 정월 초저녁 등롱 구경을 갔을 때는 동행하여 연청을 거느리고 벼슬아치 행세를 하며 궁궐 안으로 잠입한다. 거기에 4대 도적으로 「산동송강」 「강남방랍」 「회서왕경」 「하북전호」가 거론되는 것을 보고 산동송강(山東宋江)의 글자를 잘라내고 돌아갔다. 방랍정벌에서는 '가인(柯引)' 이라는 가명으로 연청과 함께 적의 본거지에 잠입하고 금지공주와 결혼하여 부마(사위)가 되어 주작도위에 임명된다. 방랍군의 장수로 출진하여 송강 등이 일부러 시진에게 패함으로써 방랍을 안심시키고 그 방심을 틈타 연청과 함께 방걸을 죽이고 방랍의 궁궐 방원동을 대혼란에 빠뜨리고 양산박군을 불러들이는 공을 세웠다.
방랍정벌 후에는 무절장군 횡해군 도통제에 임명되었으나 지병을 이유로 고사하였다. 창주 횡해군으로 귀향하여 다시 부호가 되었다. 비극적인 말로를 맞이한 양산박의 여러 인물과 달리 시진은 천수를 다하였다.

## 대중 문화
영상 매체에서 시진을 연기한 배우는 다음과 같다.
- 장양: 영화 《수호전》(1972)
- 리차오유: 드라마 《수호》(1983)
- 정창: 드라마 《수호전》(1998)
- 장디: 드라마  《수호전》(2011)
- 가오톈: 영화 《소선풍시진》(2012)
- 양진: 드라마  《무송》(2013)